# Lista de episódios de The Spectacular Spider-Man
A primeira temporada exibida originalmente entre 8 de março de 2008 e 14 de junho de 2008. Os episódios são nomeados idiossincraticamente, ou seja, conforme conceitos de um determinado campo da ciência. Assim, os primeiros três episódios recebem seus nomes a partir de noções da Biologia, os próximos três, da Economia, os seguintes, de Química, enquanto os últimos quatro são noções de Psicologia.

## Primeira Temporada
| # S | # T  | Título                                                | Estreia             |
| --- | ---- | ----------------------------------------------------- | ------------------- |
| 101 | 1    | "Sobreviência do Mais Forte" Survival of the Fittest" | 8 de Março de 2008  |
| O cientista Adrian Toomes fica irritado com Norman Osborn por ter ridicularizado seu projeto de voo automático, então ele se torna o Abutre, ele fará de tudo para que Norman se arrependa de te-lo ridicularizado e o Homem-Aranha tentará impedi-lo a qualquer custo.                                               |      |                                                       |                     |
| 102 | 2    | "Interações" Interactions"                            | 8 de Março de 2008  |
| Um eletricista chamado Max Dillon sofre um acidente com enguias elétricas e se torna o Electro, então ele vai tentar se vingar a todo custo de Curt Connors |      |                                                       |                     |
| 103 | 3    | "Seleção Natural" Natural Selection"                  | 15 de Março de 2008 |
| O Dr. Curt Connors toma um formula de lagarto e se transforma em um monstro humanoide de 1 metro e oitenta. Então o Homem-Aranha terá que salvá-lo antes que ele destrua toda a cidade. Peter finalmente consegue a foto dele como Homem-Aranha lutando contra o Lagarto, mas por isso é demitido                     |      |                                                       |                     |
| 104 | 4    | "Forças do Mercado" Market Forces"                    | 22 de Março de 2008 |
| Um dos executores se torna um novo vilão chamado Shocker e por ordem do Rei do Crime, vai destruir o Homem-Aranha. |      |                                                       |                     |
| 105 | 5    | "Competição" Competition"                             | 29 de Março de 2008 |
| Por ordem do Rei do Crime, Flint Marko e introduzido a uma experiência que o transforma no Homem-Areia, então o Homem-Aranha terá que detê-lo. |      |                                                       |                     |
| 106 | 6    | "A Mão Invisível" "The Invisible Hand"                | 12 de Abril de 2008 |
| Alex O'Hirn, antigo comparsa do Homem-Areia se torna o Rino e por ordem do Rei do Crime, vai destruir o Homem Aranha. |      |                                                       |                     |
| 107 | 7    | "Catalisadores" Catalysts"                            | 26 de Abril de 2008 |
| Um novo inimigo chamado Duende Verde com as características de usar um planador, ter uma voz esquisita e ter uma máscara de orelhas grandes aparece e agora o Homem-Aranha terá que acabar com ele antes que o mesmo destrua a cidade.                                                                                |      |                                                       |                     |
| 108 | 8    | "Reação" Reaction"                                    | 3 de Maio de 2008   |
| Após uma experiência mal-sucedida, o Dr.Otto Octavius se sente traído e quase mata Norman Osborn por ter dito que não aceitava homens fracos em sua organização de super-vilões, mas é impedido pelo Homem-Aranha, que ajuda a salvá-lo, e logo se nomeia Dr. Octopus e planeja destruir a Oscorp por tê-lo enganado. |      |                                                       |                     |
| 109 | 9    | "Princípio da Incerteza" The Uncertainty Principle"   | 10 de Maio de 2008  |
| É noite de Halloween e o Duende Verde preparou uma armadilha para o Homem-Aranha e para o Rei do Crime. |      |                                                       |                     |
| 110 | 10   | "Mulher-Gato" "Persona"                               | 17 de Maio de 2008  |
| A Gata Negra tenta roubar o Simbiote e ao tentar impedi-la, o Homem-Aranha acaba levando a culpa. |      |                                                       |                     |
| 111 | 11   | "Terapia em Grupo" "Group Therapy"                    | 31 de Maio de 2008  |
| Electro liberta os outros vilões da prisão e juntos, tentam destruir o Homem-Aranha. |      |                                                       |                     |
| 112 | 12   | "Intervenção" "Intervention"                          | 7 de Junho de 2008  |
| Peter descobre que o Simbionte está mudando a sua personalidade e tenta tirá-la a todo custo, entrando em uma batalha dentro de sua própria mente. |      |                                                       |                     |
| 113 | 1.13 | "Natureza contra Criação" "Nature vs. Nurture"        | 14 de Junho de 2008 |
| O Simbionte se funde a Eddie Brock e juntos se tornam Venom. |      |                                                       |                     |

## Segunda Temporada
Os episódios 3-6 não estrearam pela ordem que devia estrear.
Na 2 temporada, o Doutor Octopus retorna como o principal antagonista da primeira parte da temporada. Na segunda parte, o Venom e na terceira parte, o Duende Verde. Nessa temporada é revelado o passado do Cabeça de Martelo com a filha de Silverman, Silver Sable. Assim como na primeira temporada, os quatro primeiros episódios recebem seus nomes a partir de noções da Engenharia, os próximos três, de Desenvolvimento Humano, os seguintes, de Criminologia, enquanto os últimos três são noções de Drama.
| # | #  | Título                                   | Estreia                |
| --- | -- | ---------------------------------------- | ---------------------- |
| 201 | 14 | "Projetos" "Blueprints"                  | 22 de Junho de 2009    |
| Um novo vilão chamado Mysterio surge e o Homem-Aranha terá que acabar com a "magia" dele. |    |                                          |                        |
| 202 | 15 | "Teste-Destrutivo" "Destructive Testing" | 22 de Junho de 2009    |
| Kraven, o Caçador está na cidade para caçar o Homem Aranha, mas, quando ele se funde ao sangue de um felino, o Homem Aranha terá que impedi-lo de destruir Nova York e matar o Cabeça de Teia. No final do episódio, Kraven aceita trabalhar para o Planejador Mestre.                                  |    |                                          |                        |
| 203 | 16 | "Reforços" "Reinforcement"               | 29 de Junho de 2009    |
| No Natal, o Sexteto Sinistro se reconstitui com dois novos vilões: Mysterio e Kraven. Tudo que eles querem para o Natal é o Homem-Aranha morto. Enquanto isso, o Dr.Octopus tenta se livrar da sua identidade de vilão.                                                                                 |    |                                          |                        |
| 204 | 17 | "Força Cortante" "Shear strength"        | 6 de Julho de 2009     |
| O Planejador Mestre rapta Gwen Stacy para forçar Capitão Stacy para conseguir o chip que da acesso a todos os computadores do mundo. Ao tentar impedi-lo, o Homem-Aranha descobre que o Planejador Mestre é na verdade o Dr.Octopus.                                                                    |    |                                          |                        |
| 205 | 18 | "Primeiros Passos" "First Steps"         | 13 de Julho de 2009    |
| É volta as aulas e o Homem-Aranha terá que impedir mais uma vez o Homem-Areia de destruir um petroleiro. Enquanto isso, Eddie Brock tenta pegar o Simbionte de volta. |    |                                          |                        |
| 206 | 19 | "A Força e o Poder" "Growing Pains"      | 20 de Julho de 2009    |
| Venom está de volta e agora ele quer revelar a identidade do Homem-Aranha para toda a cidade de Nova York. |    |                                          |                        |
| 207 | 20 | "Crise de Identidade" "Identity Crisis"  | 27 de Julho de 2009    |
| Venom consegue o que queria e agora o Homem-Aranha terá que destruí-lo de uma vez por todas. |    |                                          |                        |
| 208 | 21 | "Cúmplices" "Accomplices"                | 7 de Outubro de 2009   |
| O Cabeça de Martelo e uma nova vilã chamada Silver Sable disputam uma caixa com as chaves da cidade de Nova York, pois o Cabeça de Martelo quer que sejam do Rei do Crime, enquanto Silver Sable quer que sejam de seu pai, o Silverman. Ao mesmo tempo, o Homem-Aranha se une ao Rino para impedi-los. |    |                                          |                        |
| 209 | 22 | "Causa Provável" "Probable Cause"        | 14 de Outubro de 2009  |
| 210 | 23 | "A Gangue" "Gangland"                    | 21 de Outubro de 2009  |
| O Cabeça de Martelo convoca uma reunião no Dia dos Namorados na tentativa de se tornar o novo Rei do Crime. Mas quando os outros vilões descobrem a verdade, começa uma guerra de gangues que o Homem-Aranha terá que impedir.                                                                          |    |                                          |                        |
| 211 | 24 | "Um Novo Inimigo" "Subtext"              | 4 de Novembro de 2009  |
| O irmão de Liz Allan acidentalmente se torna o Magma e, como não consegue controlar seus poderes, É forçado pelo Duende Verde a matar o Homem-Aranha e tenta destruí-lo, sem sucesso. Como parte dos planos do Duende Verde.                                                                            |    |                                          |                        |
| 212 | 25 | "Rebelião na Prisão" "Opening Night"     | 18 de Novembro de 2009 |
| O Homem-Aranha é enviado a prisão para testar seu novo sistema de segurança, mas quando Rino e os outros vilões descobrem a presença do Homem-Aranha na prisão, eles vão tentar mata-lo a todo custo, tudo isso graças ao Duende Verde.                                                                 |    |                                          |                        |
| 213 | 26 | "Ato Final" Final Act"                   | 18 de Novembro de 2009 |
| O Duende Verde está dominando a cidade e agora o Homem-Aranha terá que acabar com ele de uma vez por todas, enquanto Peter terá que decidir entre Gwen e Liz. No final, o Homem-Aranha descobre a verdadeira identidade do Duende Verde: Norman Osborn.                                                 |    |                                          |                        |